# Ubertí de Casale
Ubertino da Casale fou un religiós franciscà italià, nascut a Casale Monferrato en 1259, i mort en 1330.

## Vida
Esdevingué frare franciscà a Gènova envers l'any 1273, i del seu convent l'enviaren a París, on continuà els seus estudis durant gairebé deu anys. Després tornà a Itàlia, on es trobà amb Joan de Parma, que era el superior dels franciscans espirituals. Passà a la regió de Toscana, i s'establí al convent de la Santa Creu de Florència, on fou deixeble de Pèire Olieu. Després d'ocupar diversos càrrecs, abandonà el seu lloc per a dedicar-se a la predicació per aquesta regió, i es convertí en el líder dels espirituals de la Toscana.
El fanatisme del moviment, especialment dels fraticelli, arribà a acusar d'heretges els propis papes, i això suposà que els espirituals fossin acusats d'heretgia. Castigat per les seues idees, fou obligat a retirar-se a una abadia on redactà el seu Arbor vitae crucifixae Jesu Christi (Arbre de la vida crucificada de Jesucrist), on es reflectia la doctrina que predicava.
Anys més tard fou convocat a Avinyó per a discutir amb altres franciscans sobre la doctrina que dividia a l'Orde Franciscà en dues faccions. Les seues idees foren rebutjades. Llavors deixà l'orde i demanà permís per a retirar-se a un monestir benedictí, tot i continuar amb les seues idees i la seua lluita, i fou finalment excomunicat pel papa Joan XXII. Després d'això Ubertí fugí probablement a Alemanya, sota la protecció de Lluís IV de Baviera, a qui va acompanyar camí a Roma en 1328.
No se coneix res més sobre Ubertí. Alguns suposen que deixà els Benedictins en 1332 per a ingressar en la Cartoixa, tot i que això no és verídic. Els Fraticelli del segle xv, que el veneraven com un sant, difongueren la versió que havia mort assassinat.

## Escrits
La seua obra literària i teològica més important és el citat "Arbor vitae", que fou impresa sols una vegada a Venècia en 1485, y de la qual sols es coneixen tretze manuscrits.
A més Ubertí escrigué altres obres de caràcter polèmic:
- "Responsio" (resposta) a les qüestions de Climent V (1310);
- "Rotulus" (1311);
- "Declaratio" (declaració) contra l'Orde Franciscà (1311);
- Apologia d'Olivi "Sanctitati Apostolicae";
- Tractat "Super tribus sceleribus" (sobre els tres detestables) sobre la pobresa, compilat també en 1311.

## Ubertí de Casale en obres de ficció
Dante Alighieri en el cant 12 del "Paradís", recorda Ubertí tot i que no aporta dades sobre el destí final d'aquest famós líder dels Espirituals, la qual cosa probablement seguira essent un enigma de la història medieval.
Umberto Eco inclogué la figura d'Ubertí de Casale com un dels personatges de la seua coneguda novel·la històrica El nom de la rosa, publicada el 1980.